# 486

## Догађаји
- Битка код Соасона: Франачке снаге под краљем Хлодовехом I побеђују гало-римско краљевство Соасон (Галија). Римска власт под Сиагријем се завршава. Земља између Соме и Лоаре постаје део Франачког царства. Сиагрије бежи Визиготима (под краљем Алариком II), али  Хлодовех прети ратом и он је предат на погубљење.
- Хлодовех I оснива своју нову резиденцију у Соасону. Он поставља Рагнакара, франачког малог краља (регулус), за свог заменика владара.
- Персијски хришћани који су прихватили несторијанство окупљају се на другом сабору у Селевкији (савремена Турска).